# あいみゆうひ
あいみ ゆうひ（1986年11月26日 - ）は、日本の女優、グラビアアイドル、モデル。広島県出身。血液型A型。

## 人物・来歴
- 音楽大学音楽文化学科卒業でピアノを幼少の頃から続けている。現在ピアニストとしても活動中。
- 特技は、陸上競技、バスケットボール、新体操。絵を描くこと、身体が柔らかいのも特技としている。
- 趣味は読書、写真、映画・音楽、美術、芸術鑑賞。好きな画家はゴヤなど。
- 憧れの有名人はマリリン・モンロー。日本マリリン・モンロークラブの会員で記事作成もしている。スリーサイズがマリリン・モンローと同じことから雑誌にも掲載されている。
- 過去にミス日本大会に出場。DVDもリリースしている。

## 主な出演歴

### テレビ（ドラマ、バラエティ等）
- 新・美少女図鑑（スカイパーフェクトTV!）
- 夜型人間（テレビ新広島）
- アォーン
- ミスマガジン
- 日本タレント名鑑
- 芸能人オフィシャルアメーバブログ

### ステージ
- YAMAHAコンサート
- 広島春の音楽祭
- リーガロイヤルホテル
- 安佐南区音楽祭2011
- 安佐南区音楽祭2012

### 雑誌
- スコラ
- 週刊スパ

### イメージビデオ
- Pretty Pop（2010年1月14日発売、グラッツコーポレーション）

## 公式サイト
- ふωゎりゆうひのメロディ